# Finlandia na Letnich Igrzyskach Olimpijskich 2000
Finlandię na Letnich Igrzyskach Olimpijskich 2000 reprezentowało 70 zawodników.

## Zdobyte medale
| Medal  | Zawodnik                    | Dyscyplina    | Konkurencja                          |
| ------ | --------------------------- | ------------- | ------------------------------------ |
| Złoto  | Arsi Harju                  | Lekkoatletyka | Pchnięcie kulą mężczyzn              |
| Złoto  | Jyrki Järvi Thomas Johanson | Żeglarstwo    | Klasa open                           |
| Srebro | Juha Hirvi                  | Strzelectwo   | Karabin dowolny 50 m mężczyzn        |
| Brąz   | Marko Yli-Hannuksela        | Zapasy        | Do 76 kg w stylu klasycznym mężczyzn |